# فرودگاه لاک-آ-لا-ترتو
فرودگاه لاک-آ-لا-ترتو  (به انگلیسی: Lac-à-la-Tortue Airport) یک فرودگاه خصوصی است که یک باند فرود آسفالت دارد و طول باند آن ۹۱۴ متر است. این فرودگاه در کشور کانادا قرار دارد و در ارتفاع ۱۳۲ متری از سطح دریا واقع شده است.